# آرپینه هوهانیسیان (نقاش)
آرپینه (آرپی) گئورگی هوهانیسیان (ارمنی: Արփինե Գևորգի Հովհաննիսյան (ԱՐՓԻ)؛  ۲۹ اوت ۱۹۸۲) یک نقاش و مجسمه‌ساز اهل ارمنستان بود. وی از سال میلادی تاکنون مشغول فعالیت بوده‌است.

## زندگی‌نامه
وی در ۲۹ اوت ۱۹۸۲ در کیروواکان به دنیا آمد و از دانشگاه دولتی وانادزور فارغ‌التحصیل شد. وی از ۲۰۱۲ عضو اتحادیه نقاشان ارمنستان می‌باشد. 

## نگارخانه

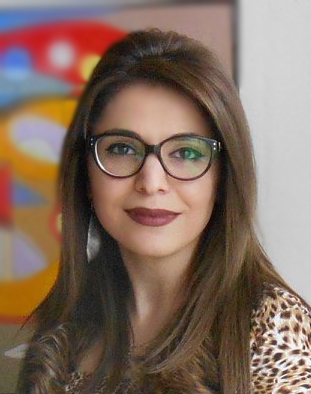
آرپینه هوهانیسیان (نقاش)
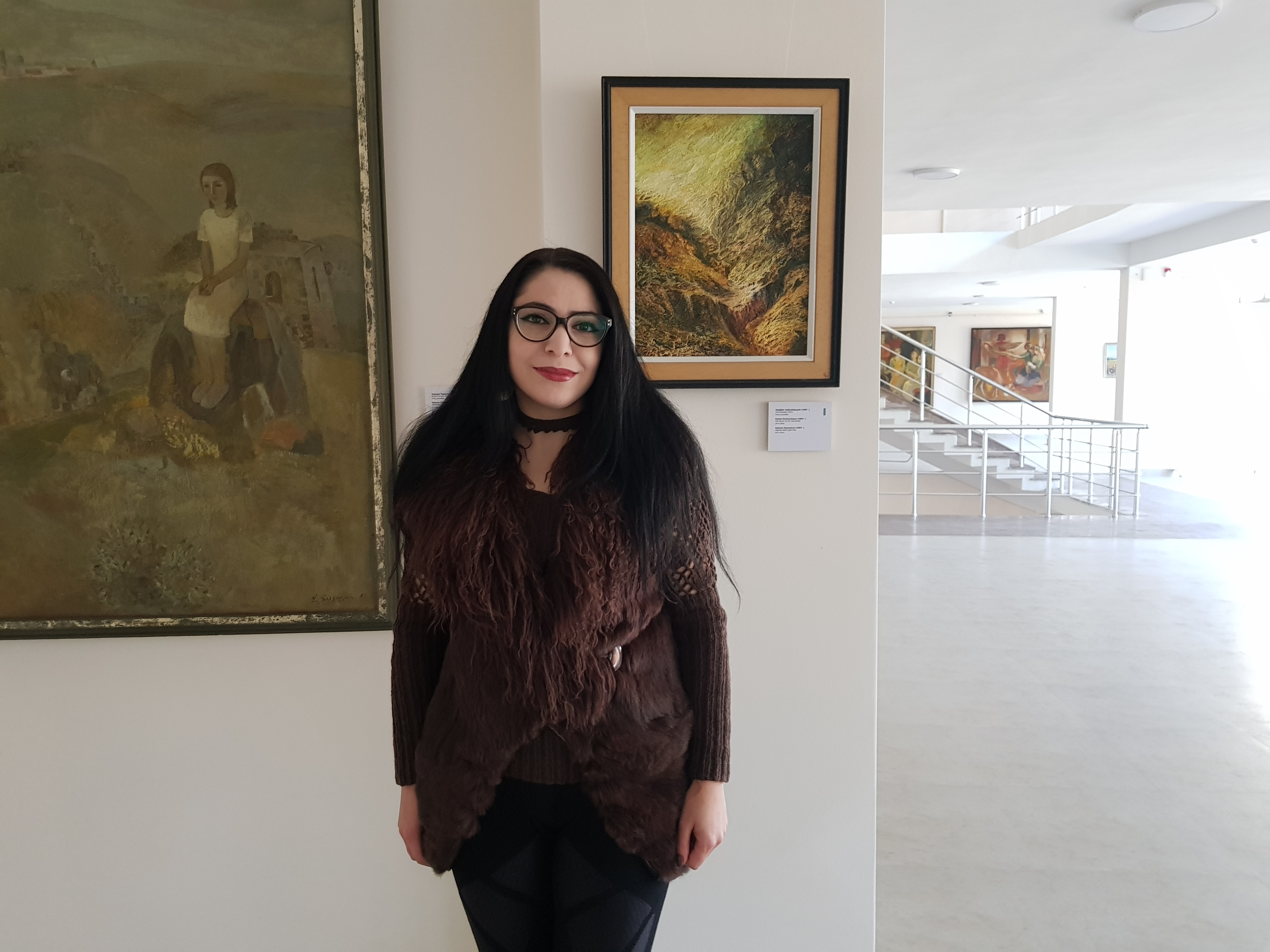
آرپینه هوهانیسیان (نقاش) Վանաձորի կերպարվեստի թանգարան կազմակերպված Art+Feminism խմբագրաթոնի ժամանակ]]
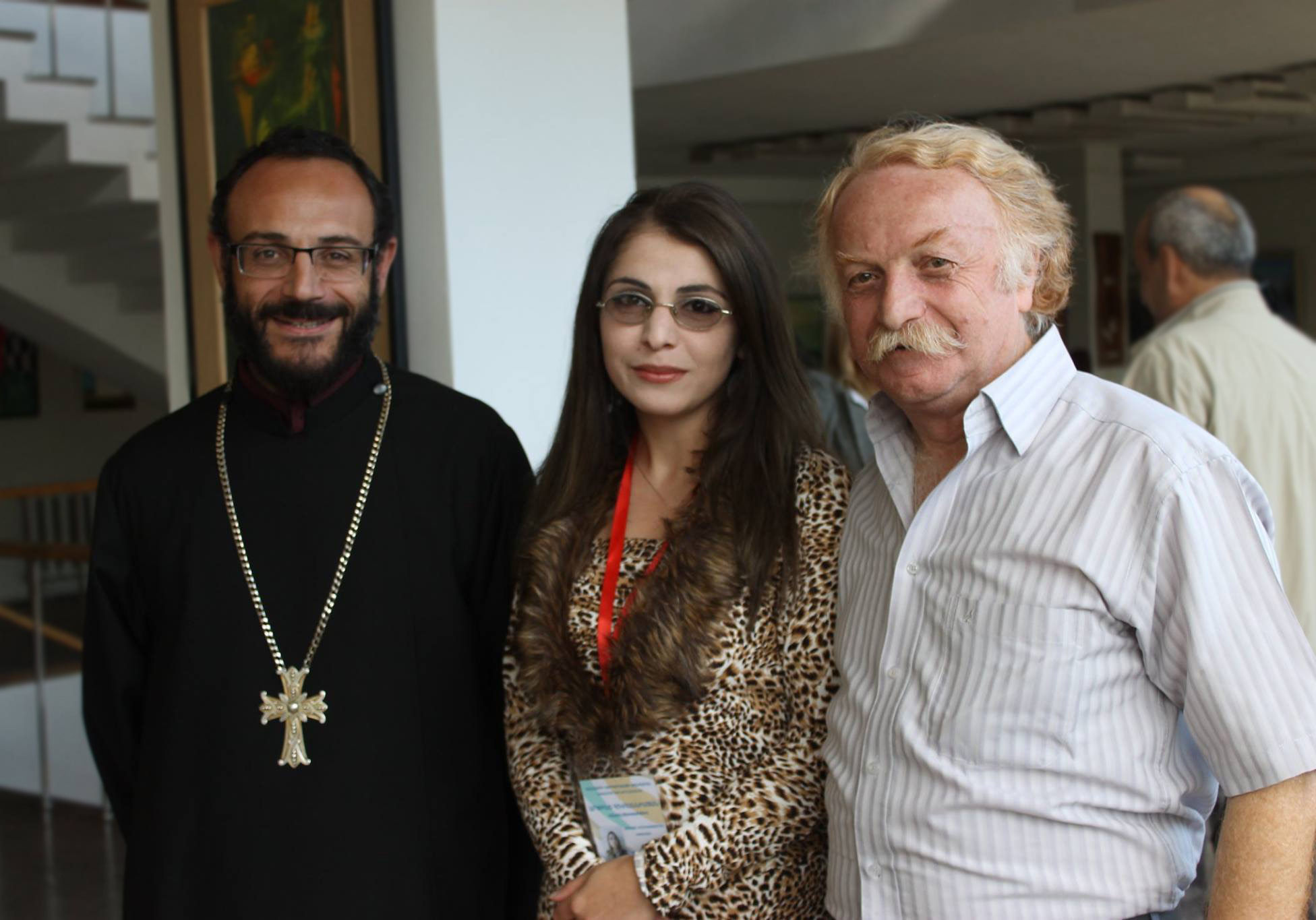
آرپینه هوهانیسیان (نقاش) همراه کشیش تر-واهان آزاریان و پاپاگ آلویان نقاش
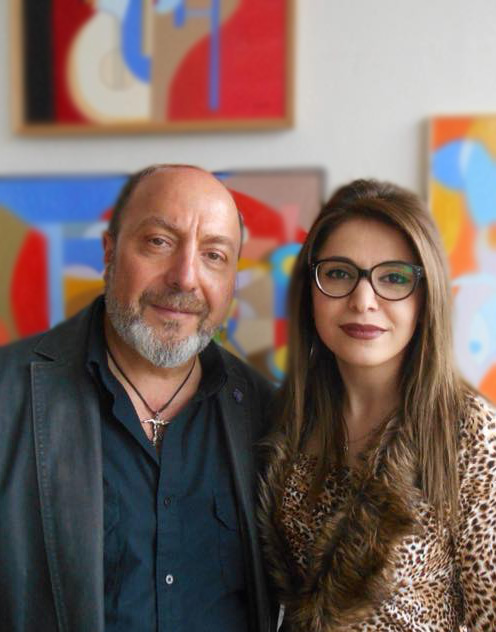
آرپینه هوهانیسیان (نقاش) همراه تیگران سارگسیان (مجسمه‌ساز)
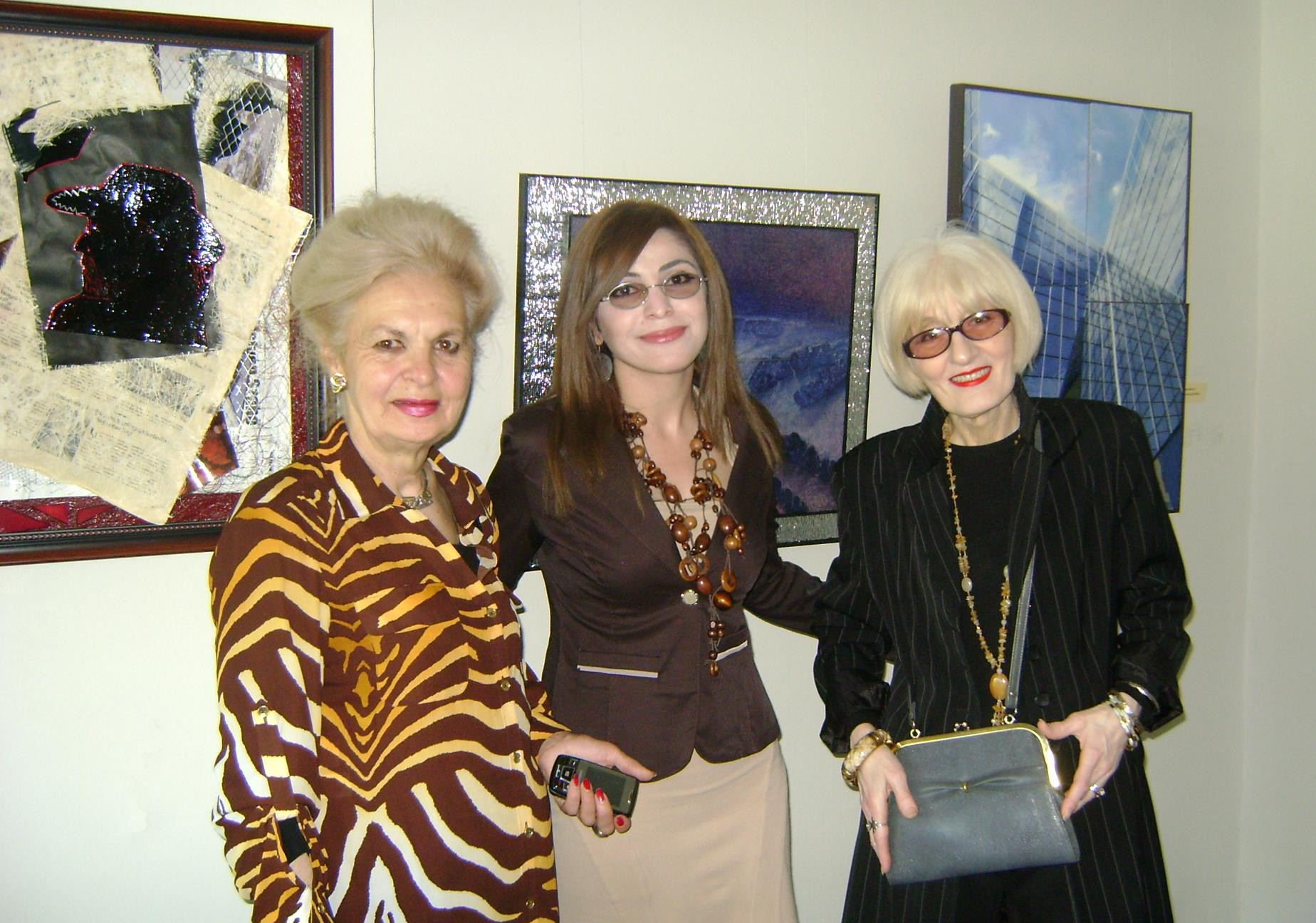
آرپینه هوهانیسیان (نقاش) و کارینه مانوکیان (نقاش)
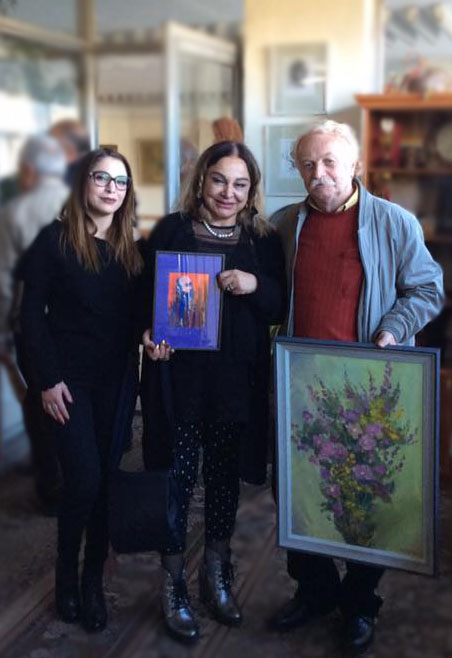
آرپینه هوهانیسیان (نقاش) همراه سونا وان (شاعر) و پاپاگ آلویان (نقاش)
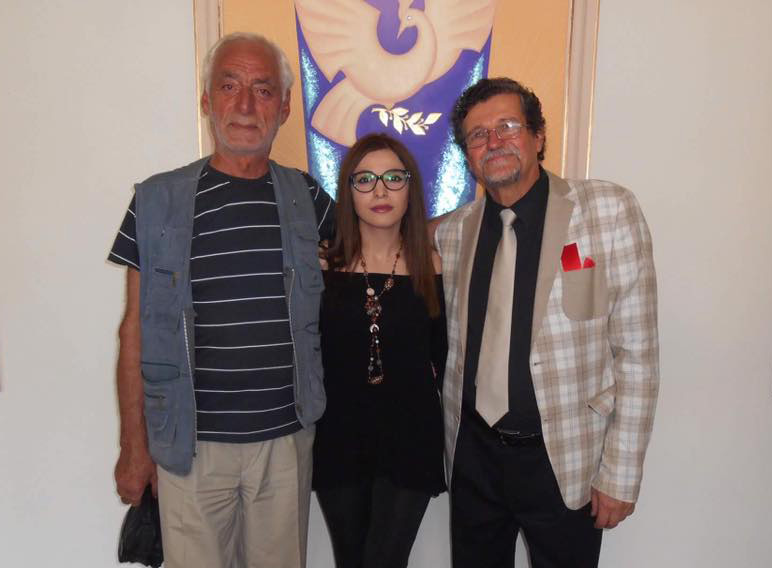
آرپینه هوهانیسیان (نقاش) همراه ورویر هاروتیونیان (نقاش) و آناتولی آوتیان (نقاش)
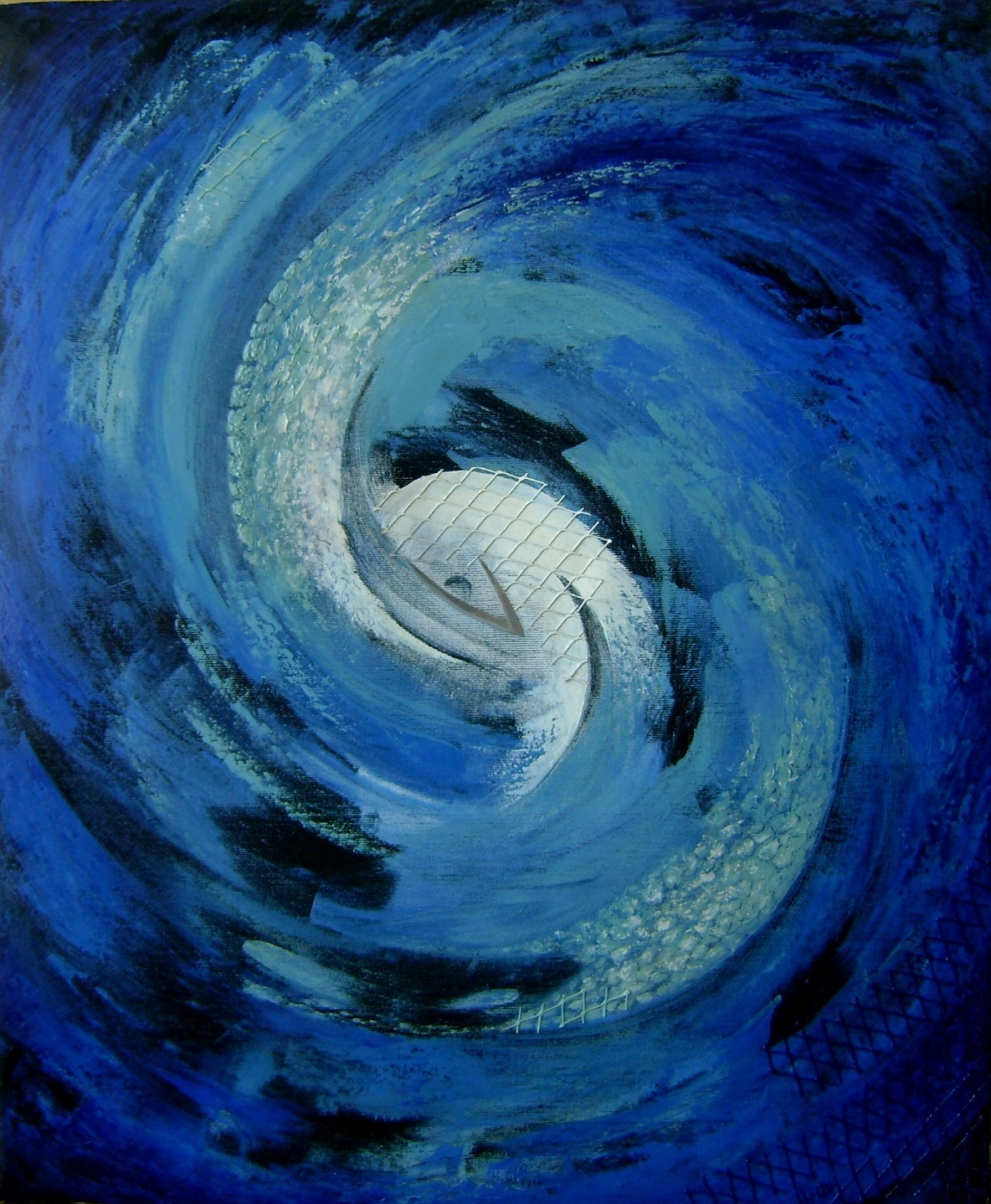
«Գալակտիկայի հրաշքը»
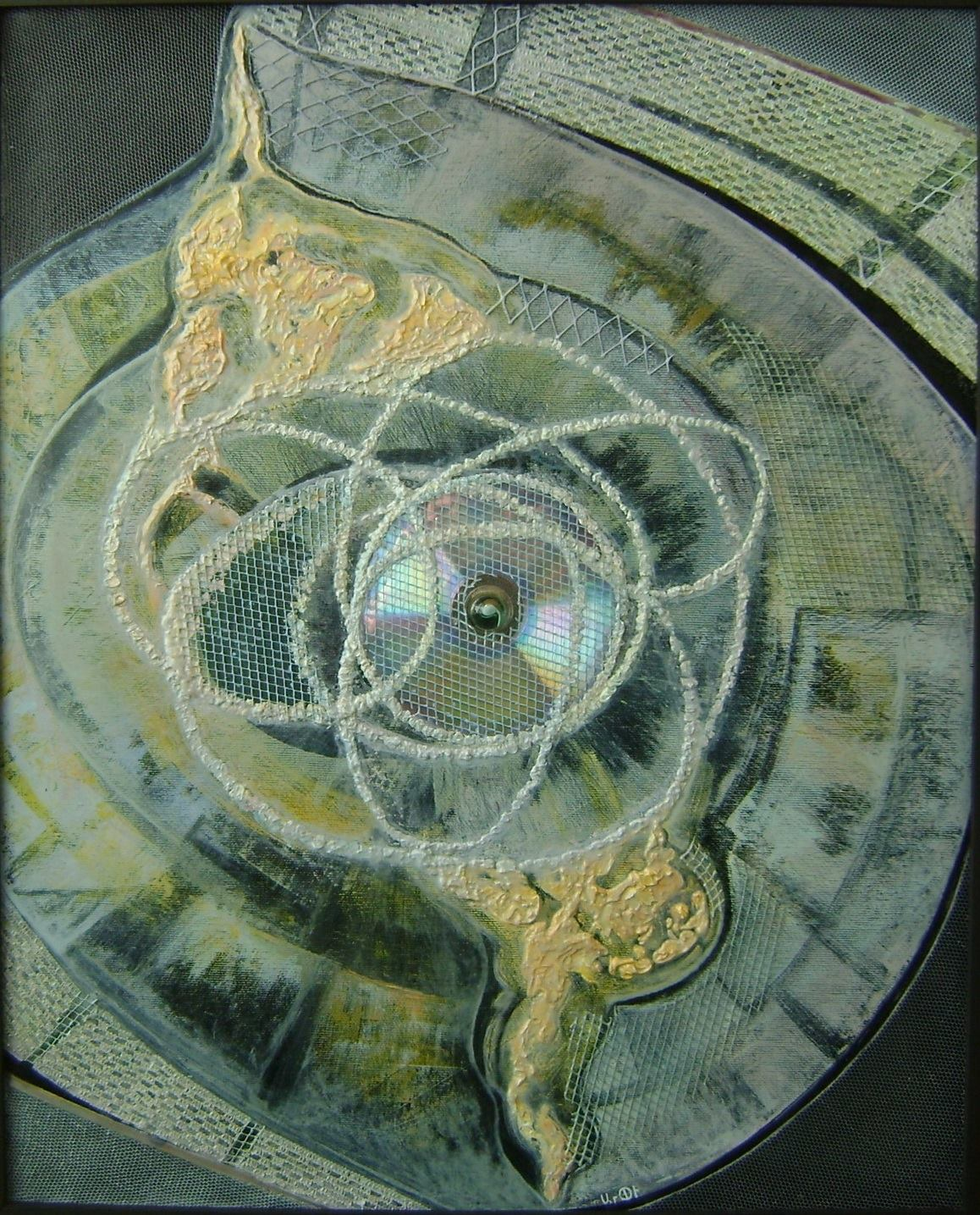
«Տիեզերական երաժշտություն»
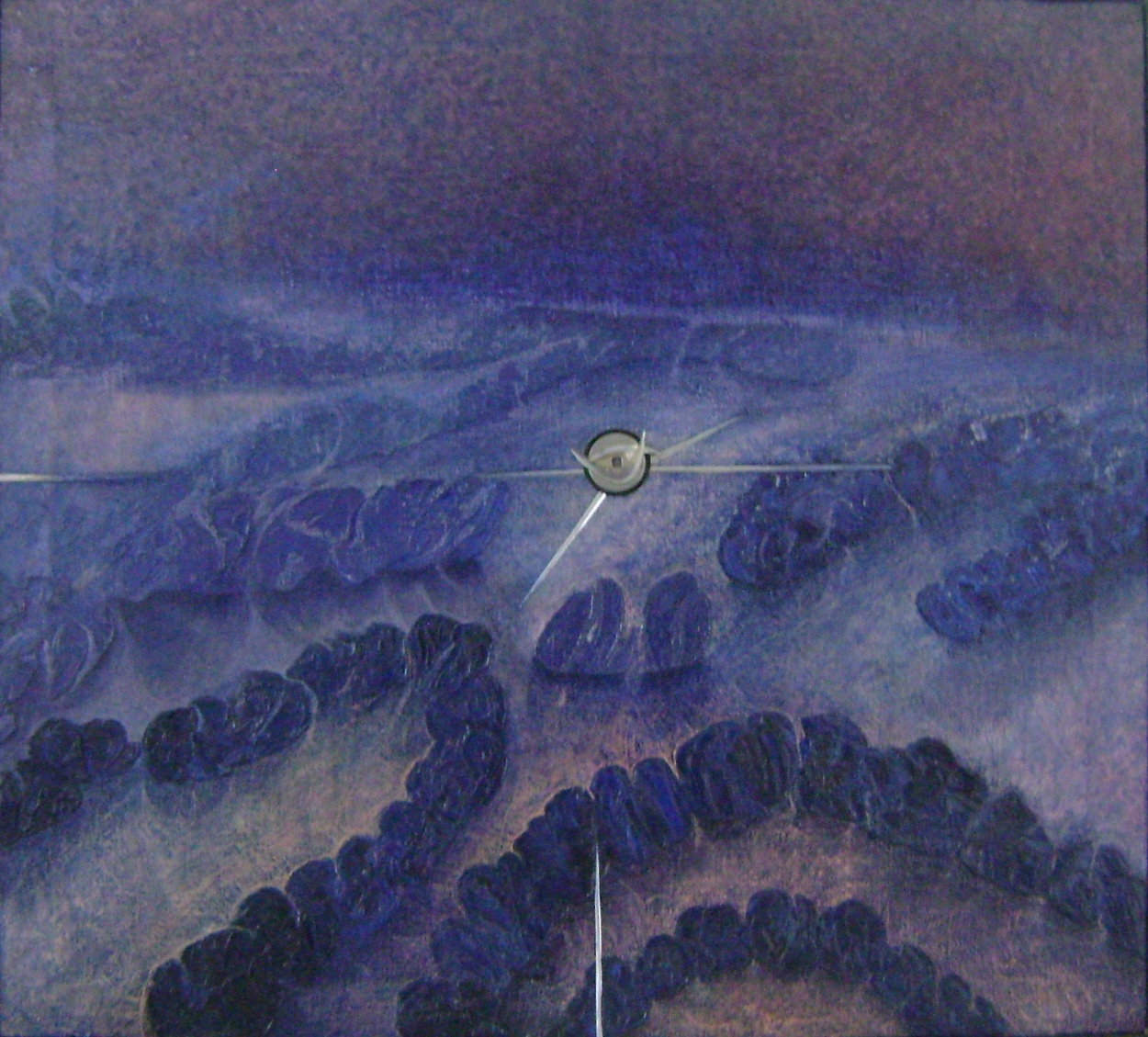
«Այլ չափումներում»
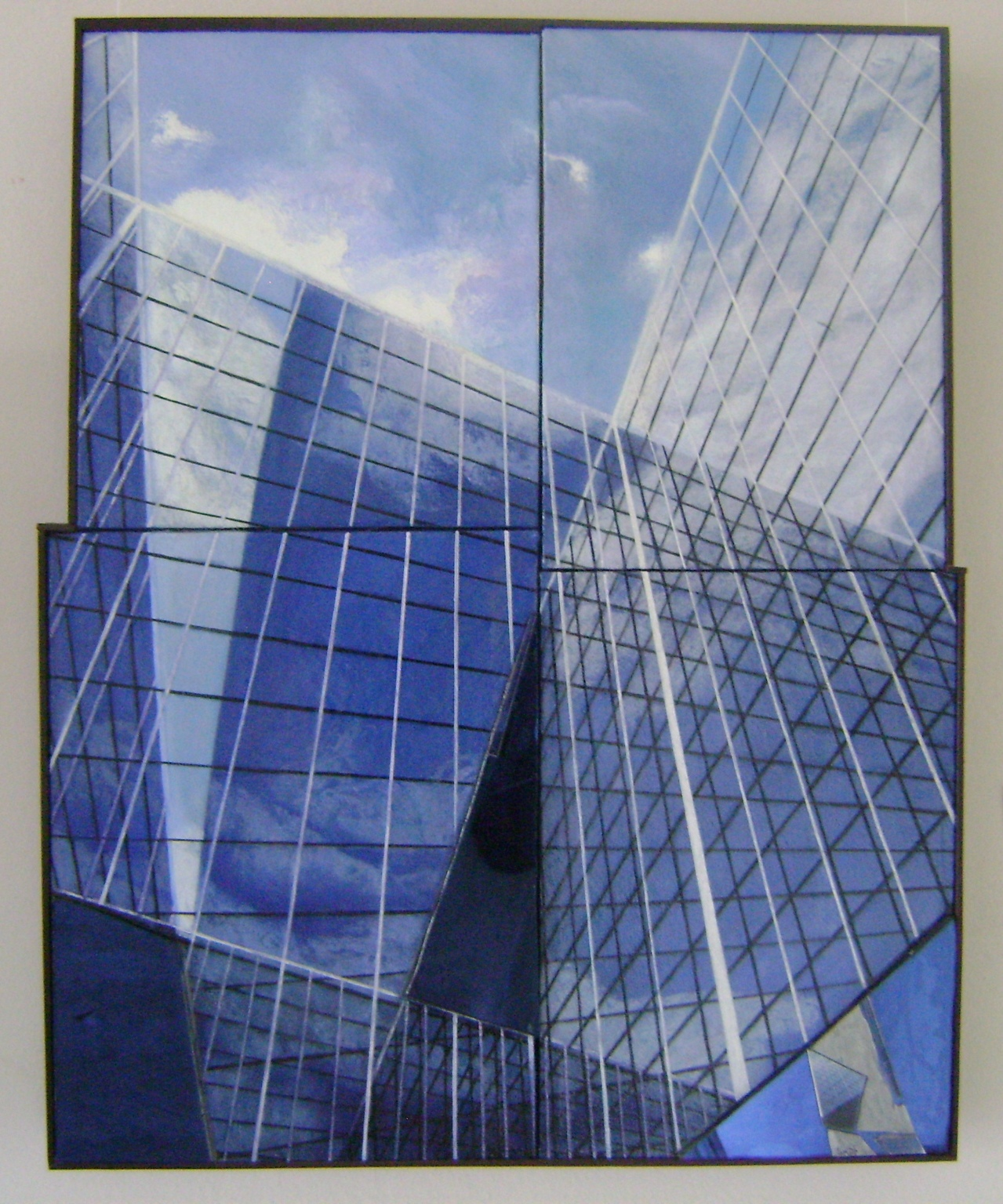
«Անդրադարձ»
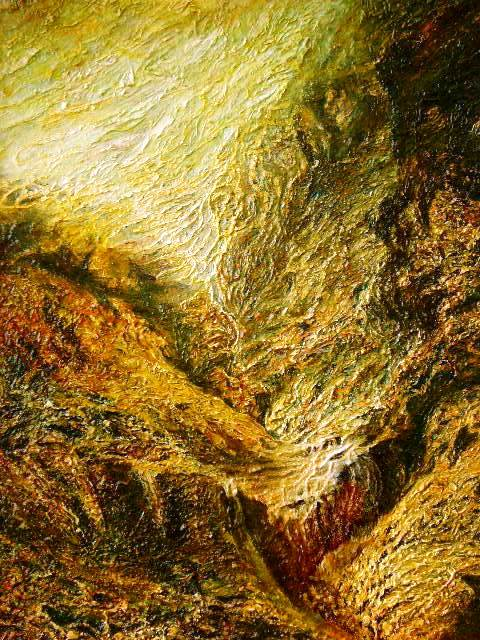
«Մանկությանս հովիտը»
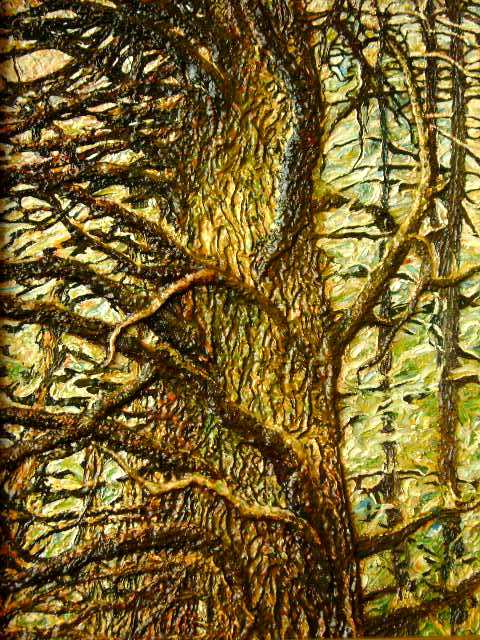
«Դարերի խորքից»
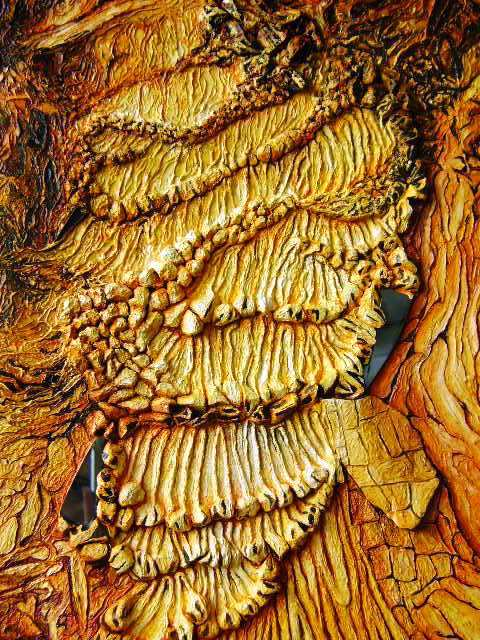
«Երկրի սիրտը»
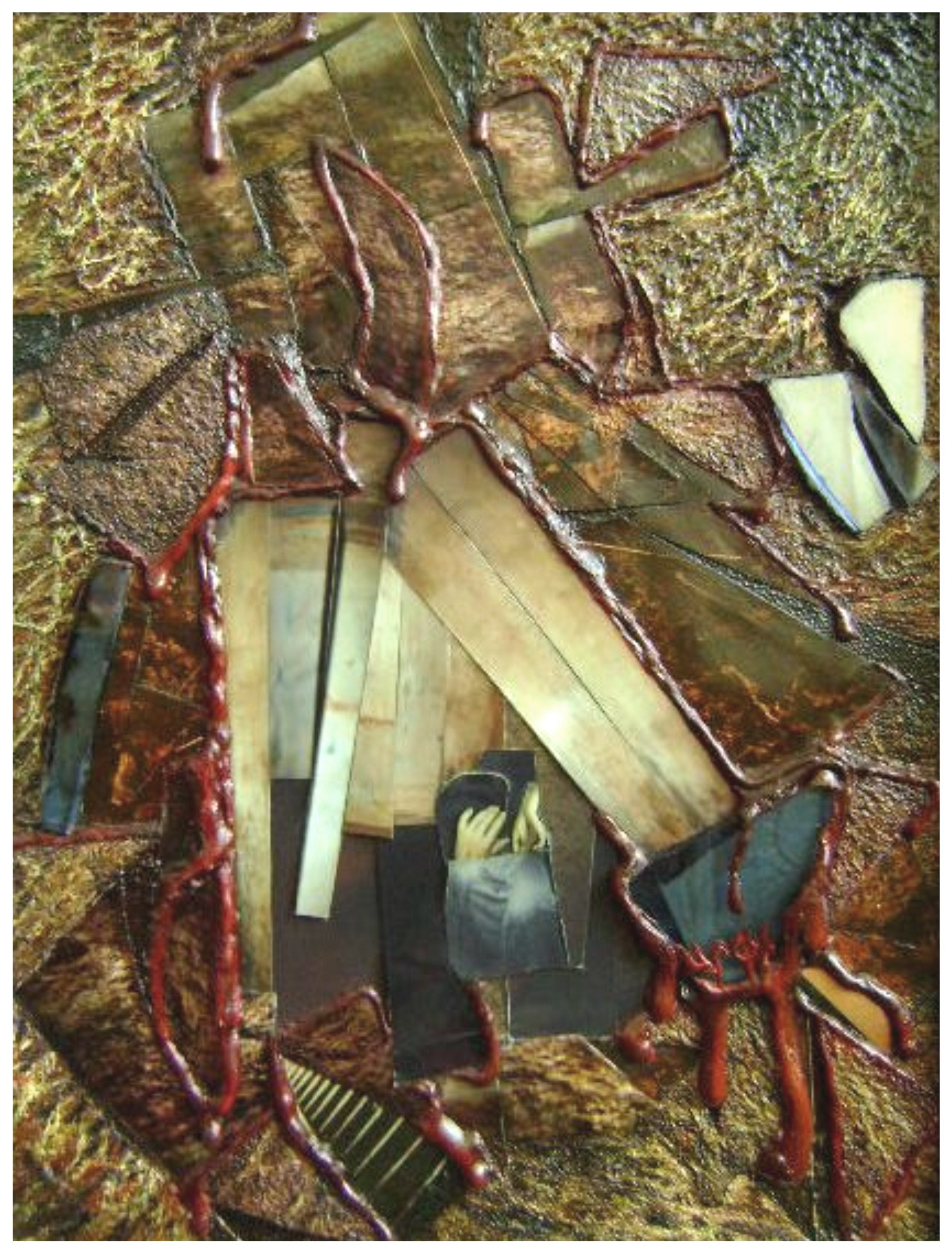
«Հողի հառաչը»
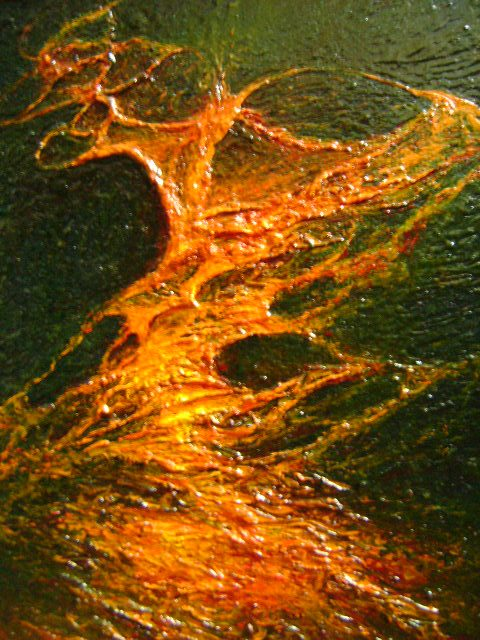
«Հրվեժ»
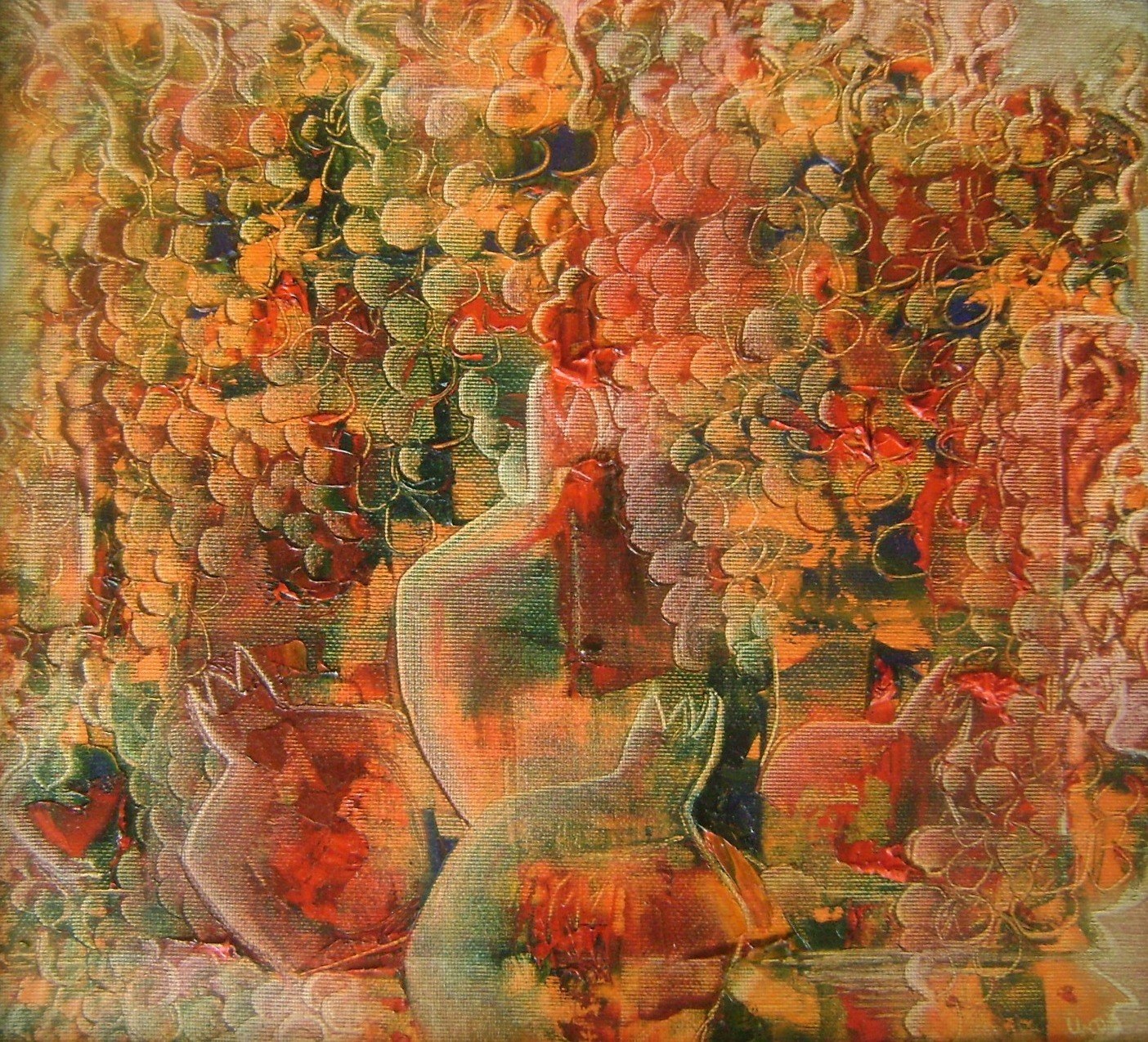
«Աշնանային հեքիաթ»
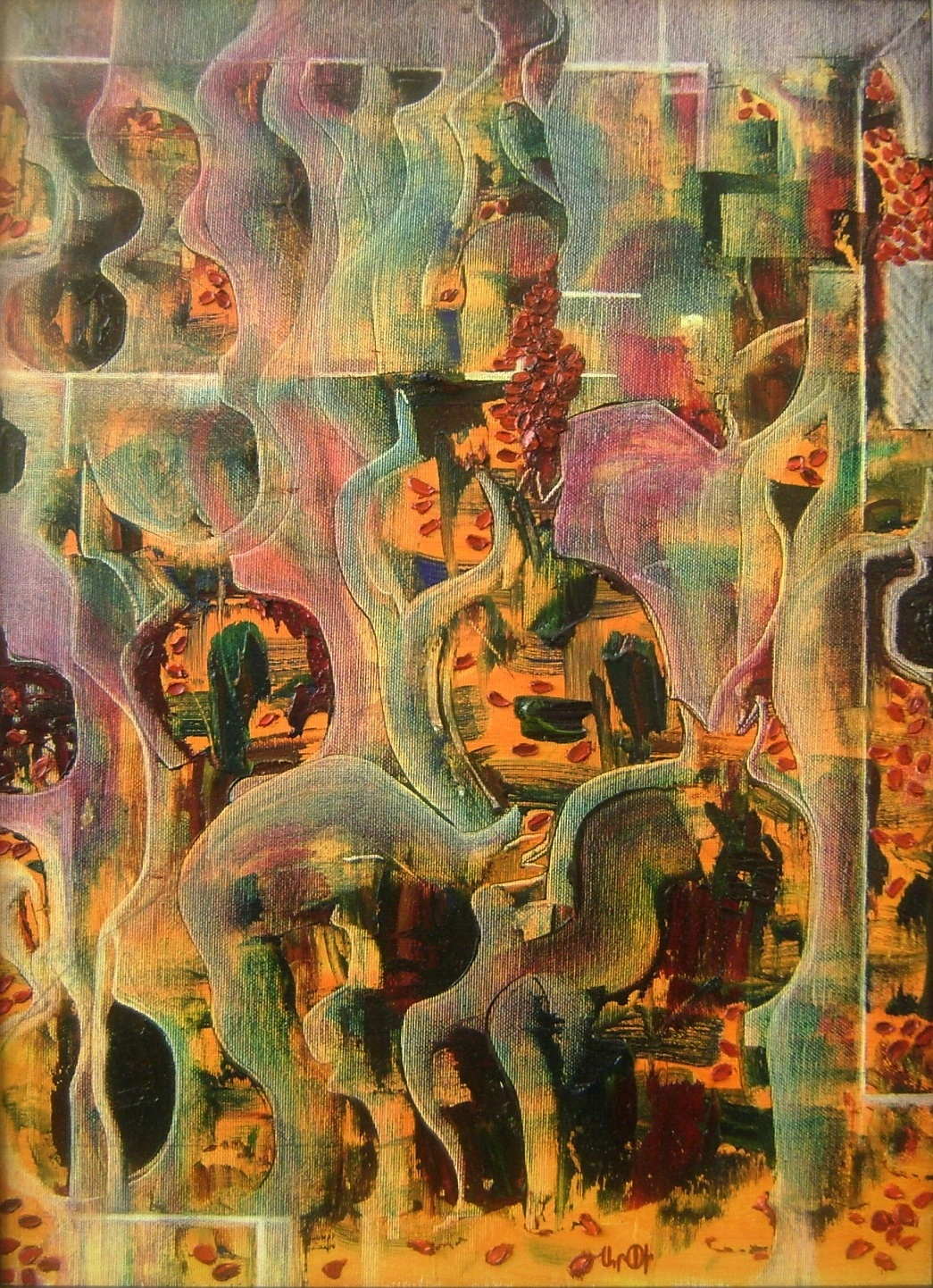
«Աշնանային էքսպրոմտ»
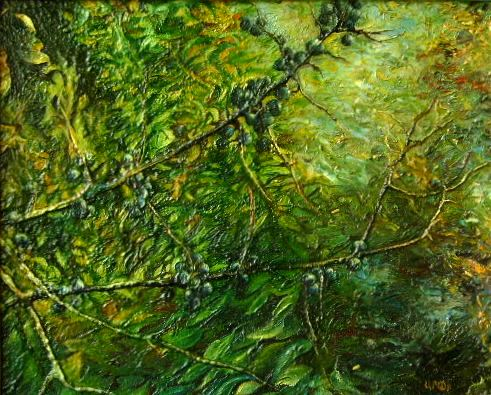
«Անտառում»
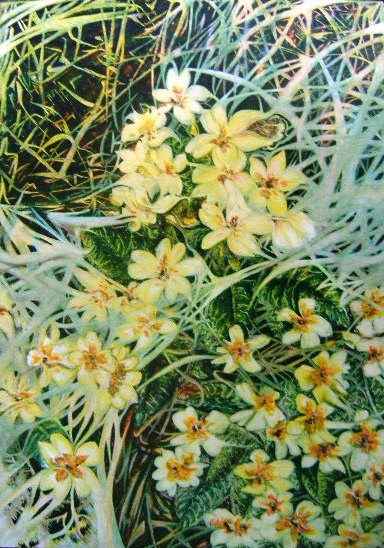
«Կարոտ»
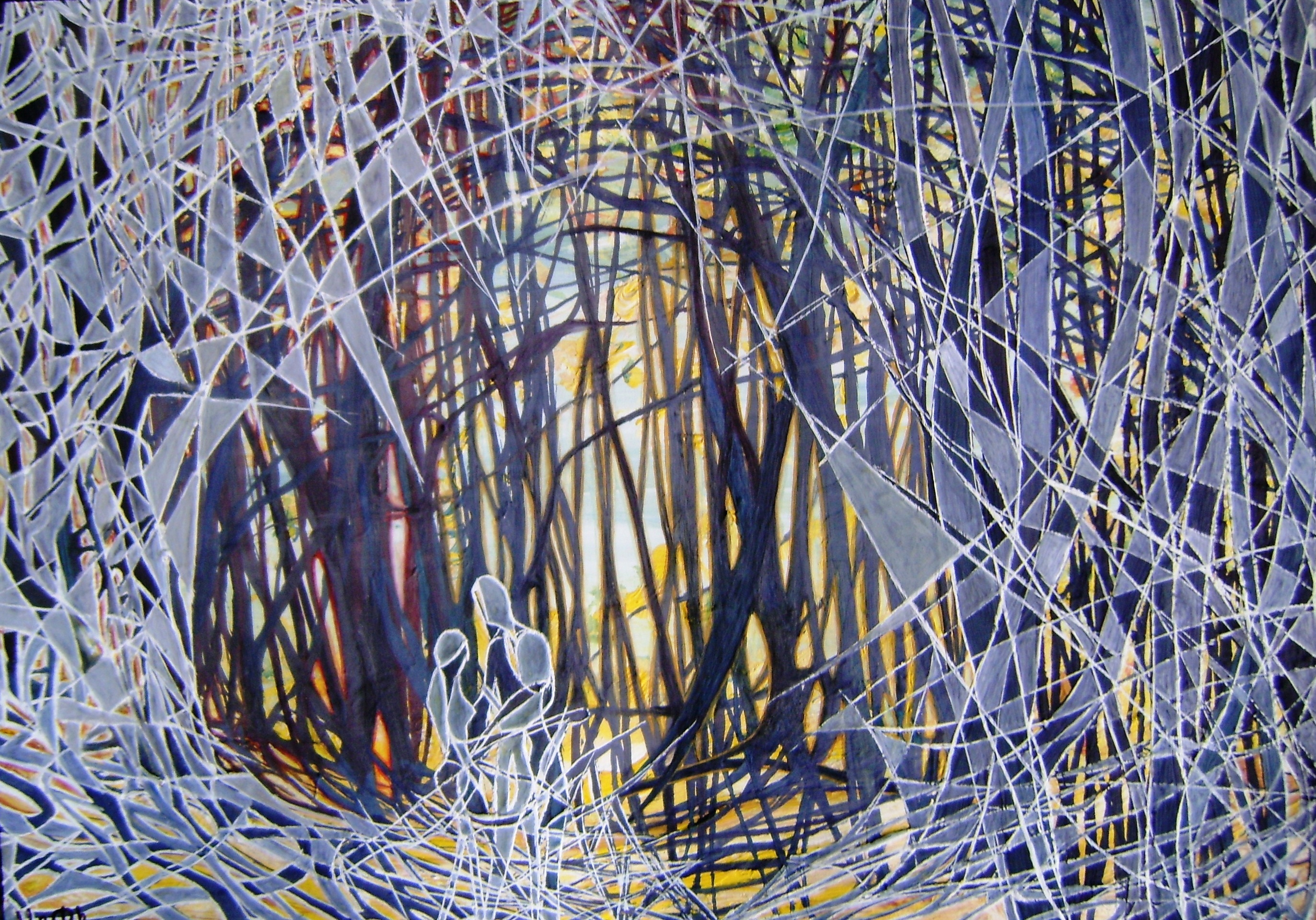
«Հանդիպում»
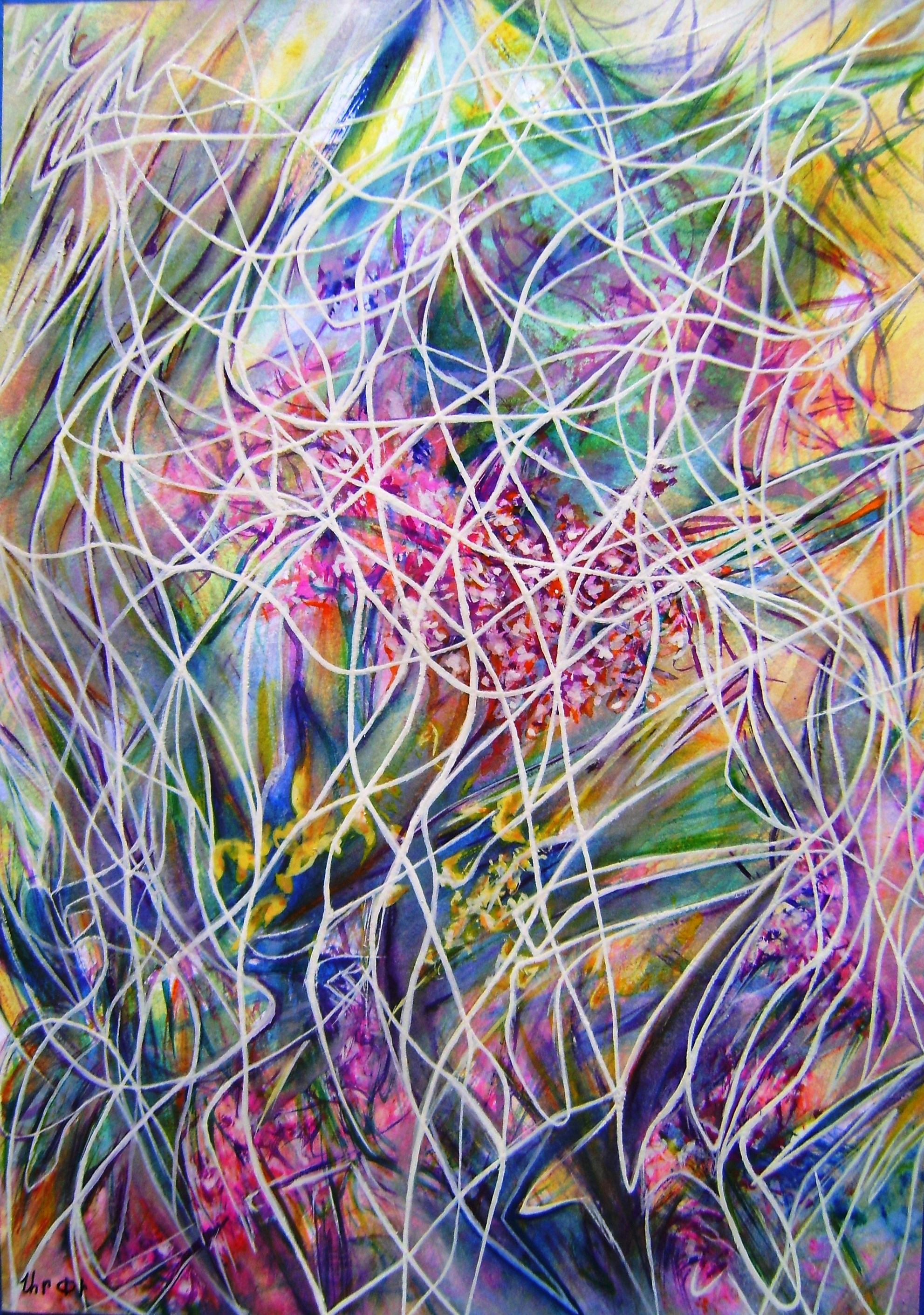
«Գարուն»
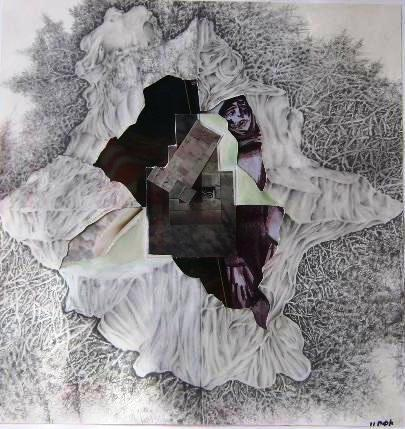
«Ռեքվիեմ»
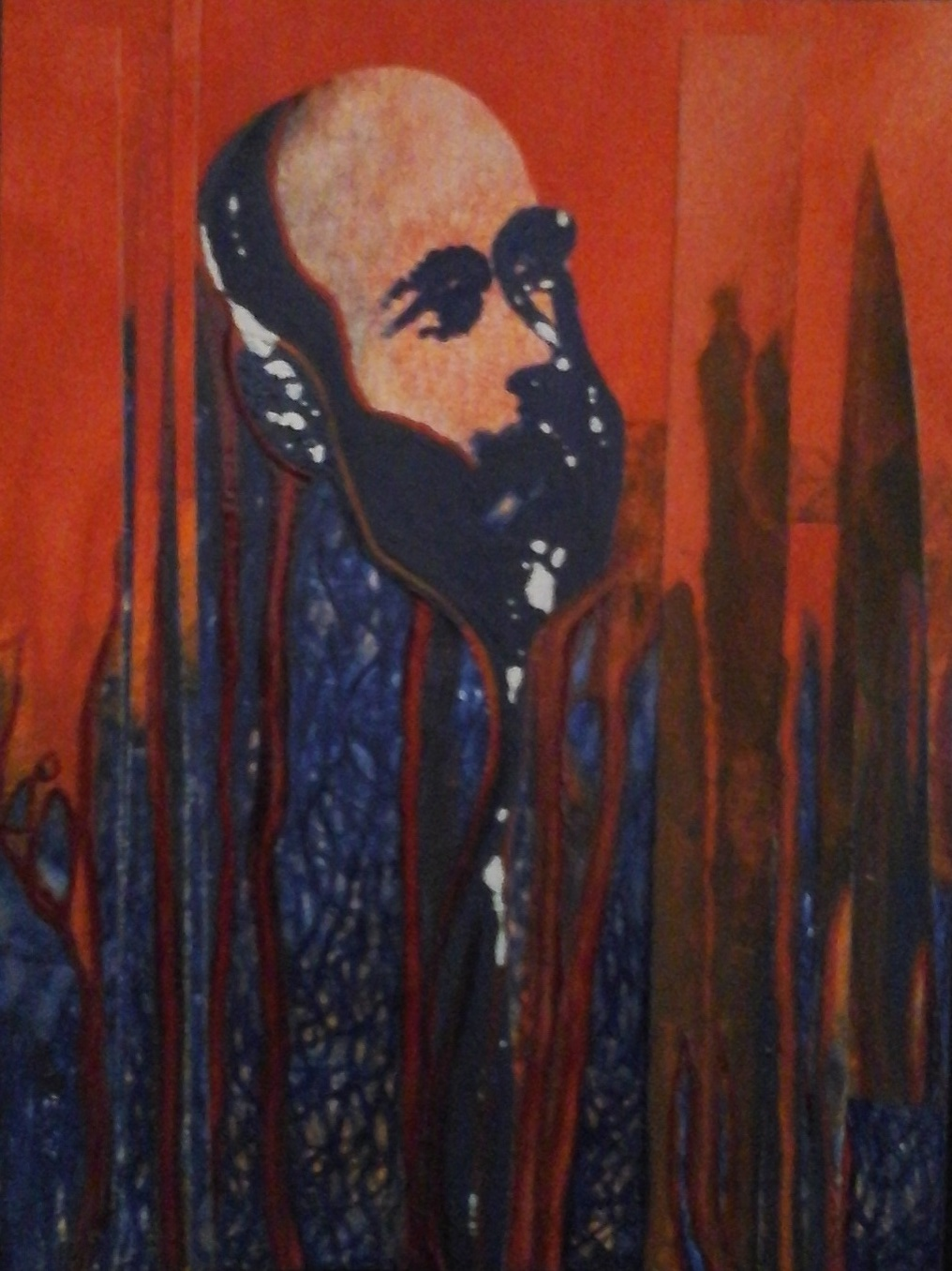
«Ձոն կոմիտասին»
«Հատուցում»«Հատուցում»
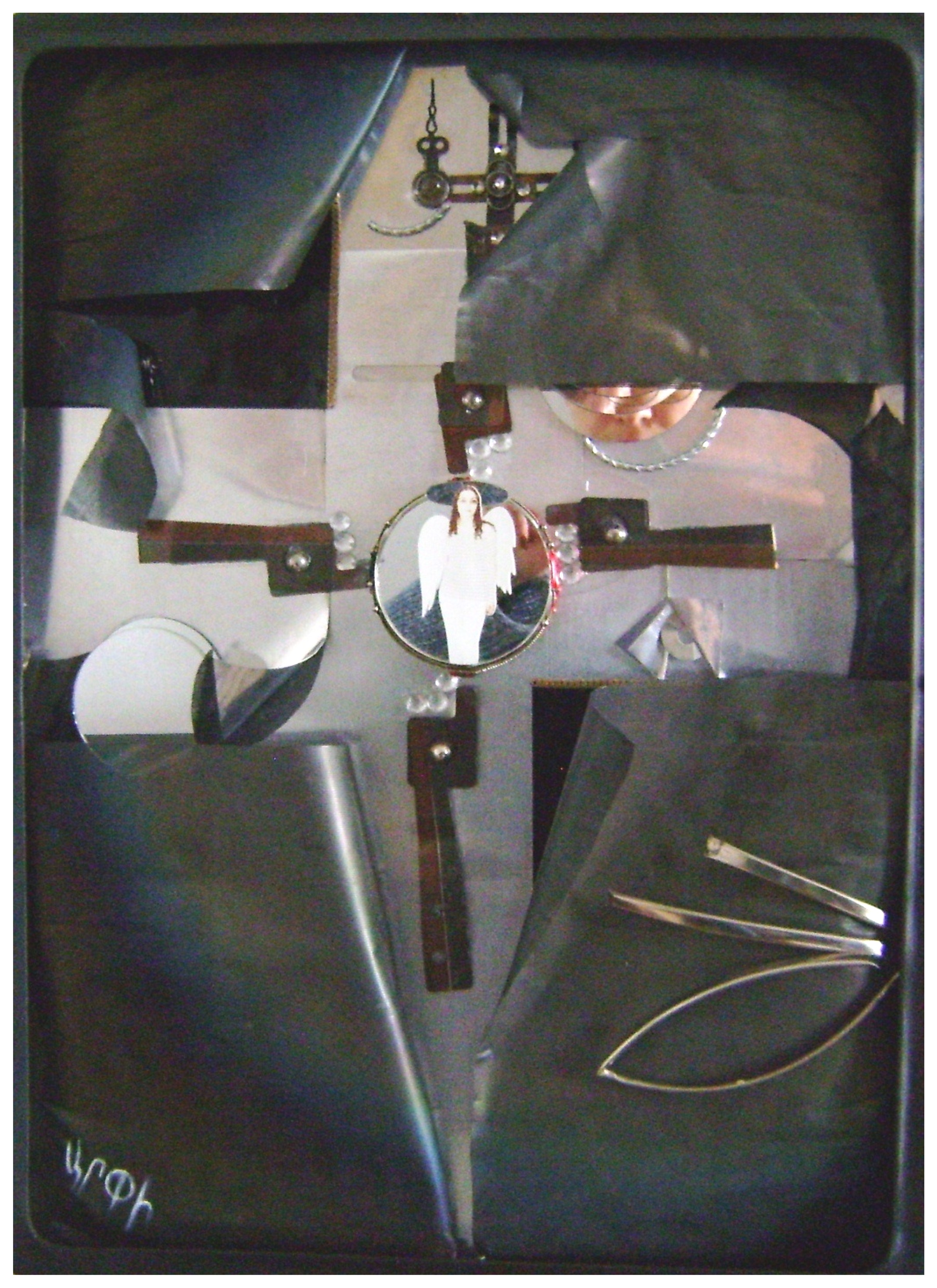
«Ինքնահայտածում»
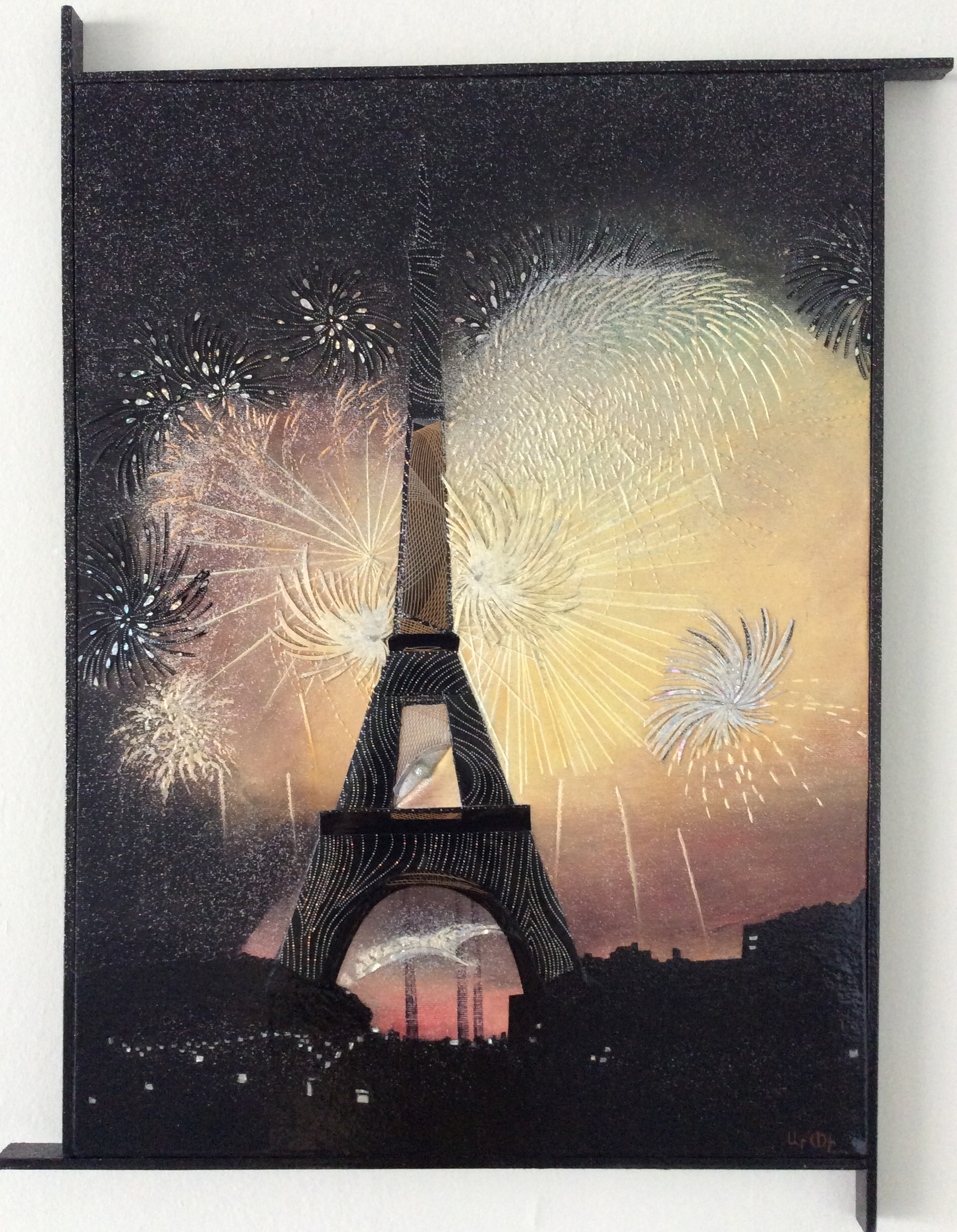
«Հրաշքին ականատես»
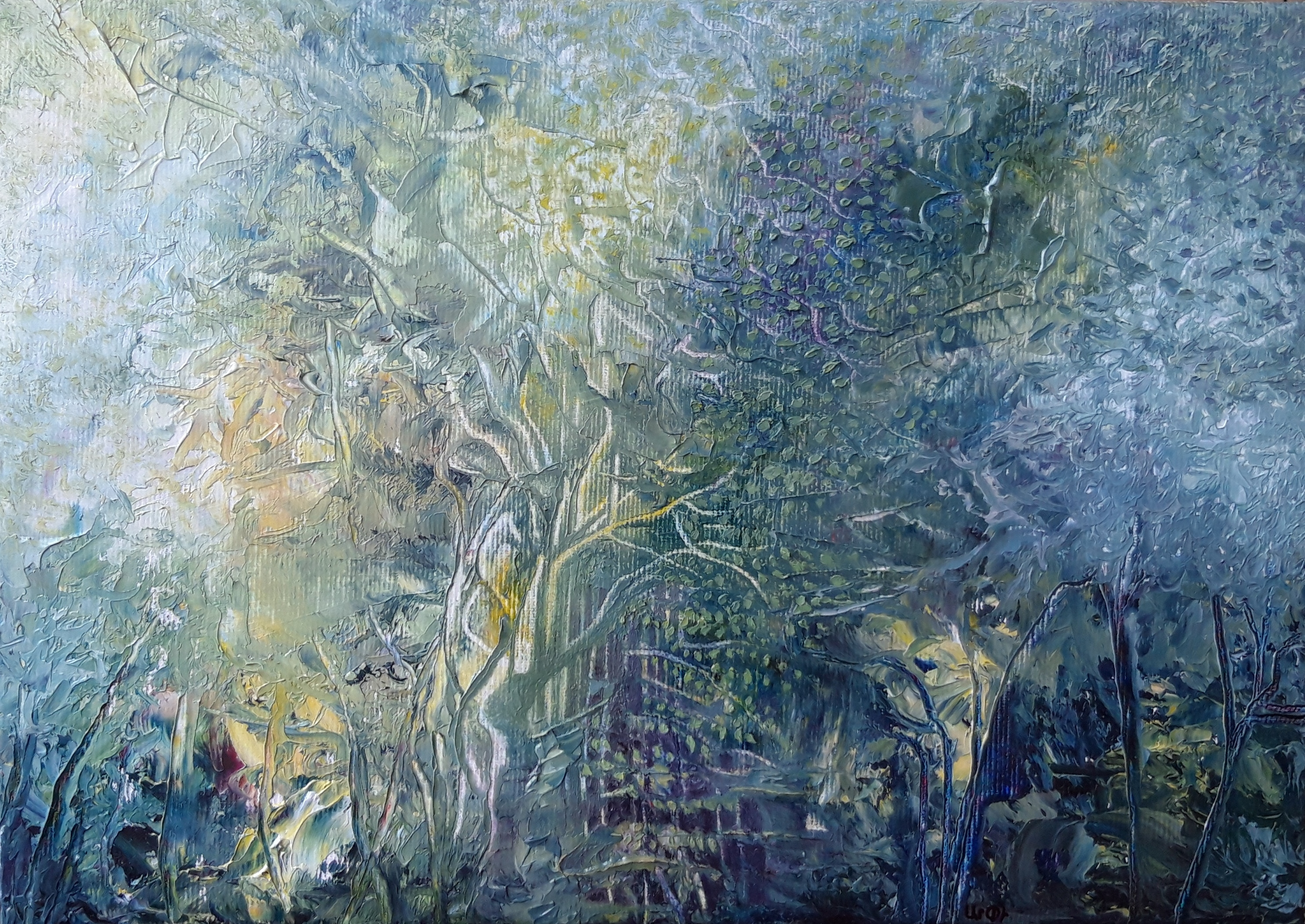
«Գարնանաբույր»
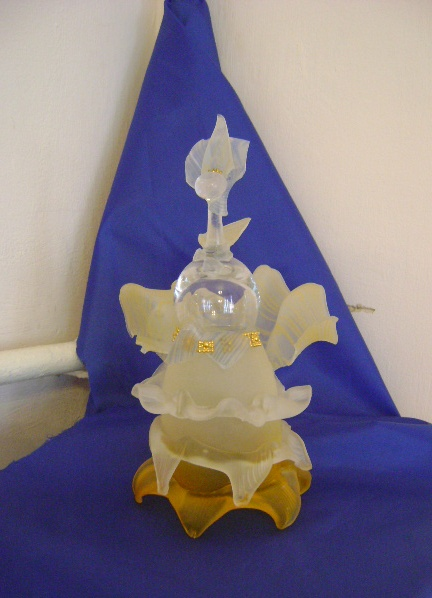
«Դիցուհին»
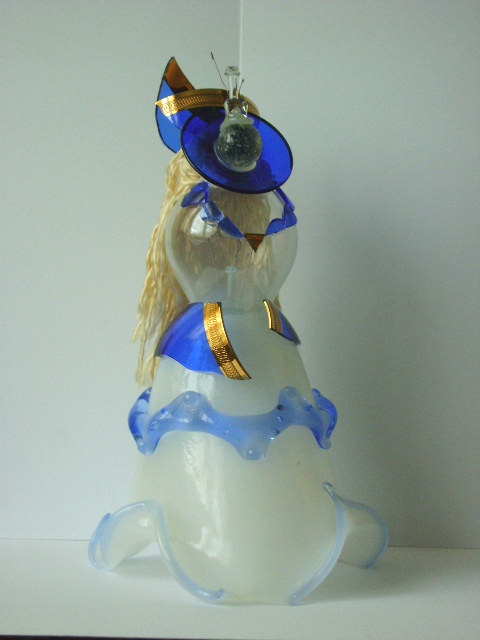
«Սառցե թագուհին»
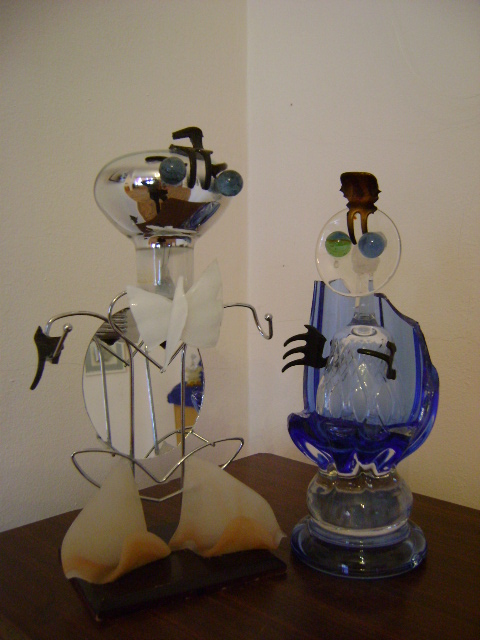
«Զրույց»
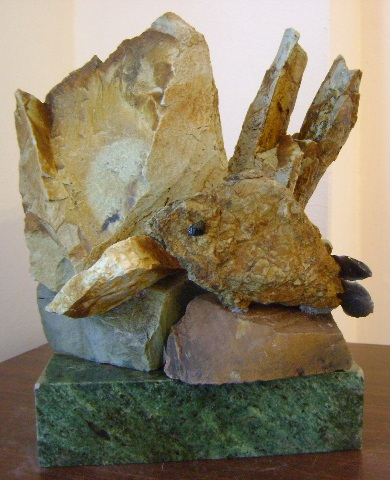
«Երազ»
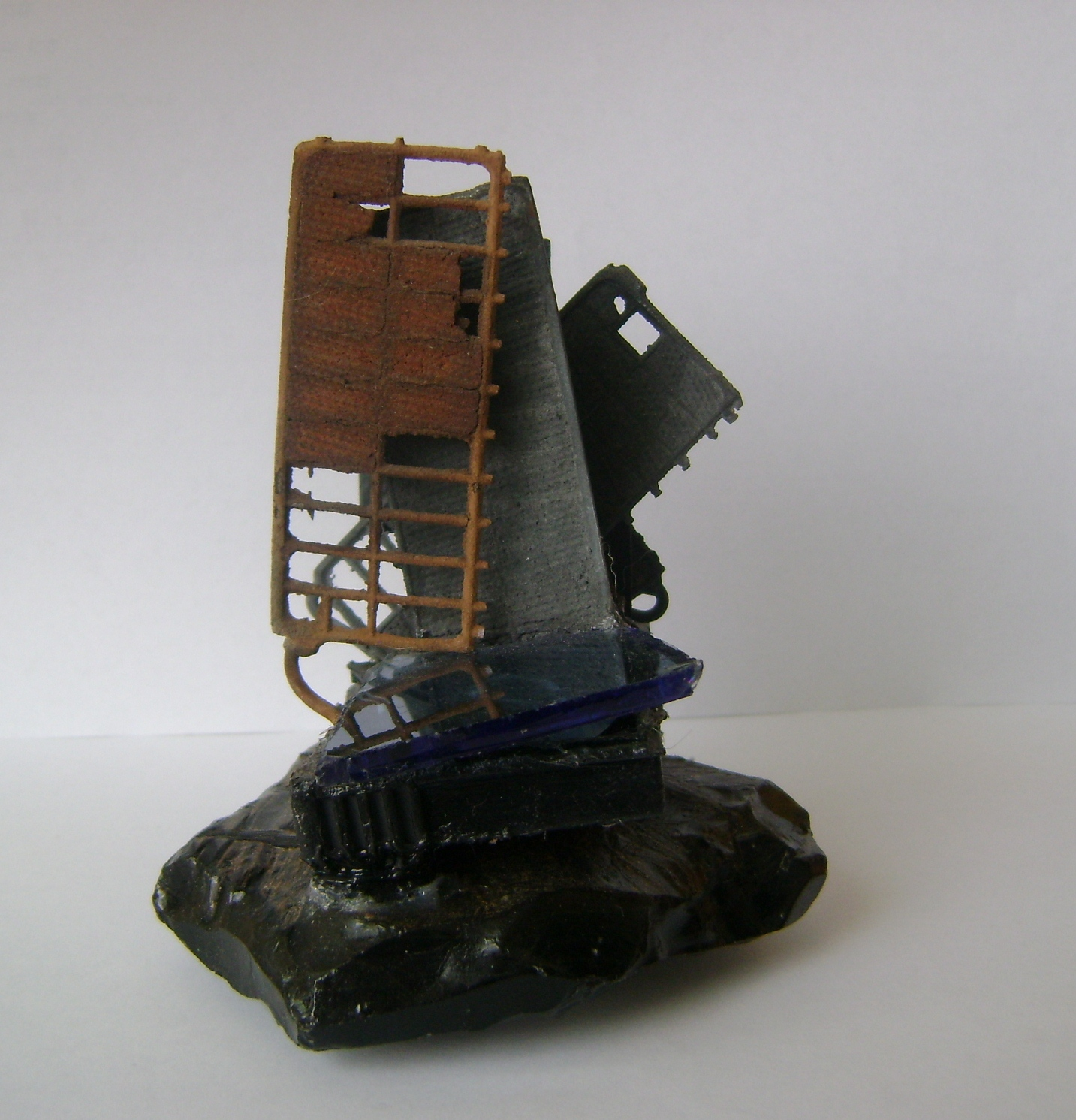
«Արհավիրք»